# MNC
MNC (англ. Mobile Network Code) — код мобільної мережі. Використовується разом з MCC і в такій комбінації утворює унікальний ідентифікатор стільникового оператора в мережах iDEN, TETRA, CDMA, GSM (EDGE), UMTS (HSPA+), LTE та NR.Також використовується деякими операторами супутникового зв'язку. Є частиною IMSI. Власне коди країн визначені в рекомендації E.212 від ITU-T.
| MCC | MNC | Бренд              | Юридична особа             | Статус       | Частоти (MHz) у власності оператора | Band (GSM, (EDGE) | Band (UMTS, (HSPA+) | Band (LTE, LTE-А PRO) | Band (NR) | Нотатки                                                                 |
| --- | --- | ------------------ | -------------------------- | ------------ | ----------------------------------- | ----------------- | ------------------- | --------------------- | --------- | ----------------------------------------------------------------------- |
| 255 | 01  | Vodafone           | ПрАТ «ВФ Україна»          | Працює       | 900/1800/2100/2600                  | 3,8               | 1                   | 1,3,7,8,38            |           | Колишній бренд UMC, MTC Україна                                         |
| 255 | 02  | Київстар           | ПрАТ «Київстар»            | Працює       | 900/1800/2100/2300/2600             | 3,8               | 1                   | 1,3,7,8,40            |           | Колишній бренд Beeline об'єднаний з Київстар                            |
| 255 | 03  | Київстар           | ПрАТ «Київстар»            | Працює       | 900/1800/2100/2300/2600             | 3,8               | 1                   | 1,3,7,8,40            |           |                                                                         |
| 255 | 04  | Інтертелеком       | ТОВ «Інтертелеком»         | Працює       |                                     | 3,8               | 1                   |                       |           | GSM/UMTS роумінг у мережі Київстар                                      |
| 255 | 06  | Lifecell           | ТОВ «Лайфселл»             | Працює       | 900/1800/2100/2600                  | 3,8               | 1                   | 1,3,7,8               |           | Колишній бренд life:)                                                   |
| 255 | 07  | 3Mob; Lycamobile   | ТОВ «ТриМоб»               | Працює       |                                     | 3,8               | 1                   |                       |           | GSM/UMTS роумінг у мережі Vodafone. Колишній бренд Utel, ОГО мобільний; |
| 255 | 08  | Укртелеком         | ПАТ «Укртелеком»           | Ще не працює |                                     |                   |                     |                       |           |                                                                         |
| 255 | 09  | Vega (компанія)    | ПрАТ «ФАРЛЕП-ІНВЕСТ»       | Ще не працює |                                     |                   |                     |                       |           |                                                                         |
| 255 | 10  | -                  | ТОВ «АТЛАНТІС ТЕЛЕКОМ»     | Ще не працює |                                     |                   |                     |                       |           |                                                                         |
| 255 | 05  | Golden Telecom LLC | ПрАТ «Київстар»            | Ліквідовано  |                                     |                   |                     |                       |           | Об'єднаний з Київстар                                                   |
| 255 | 21  | PEOPLEnet          | ПрАТ «Телесистеми України» | Працює       |                                     |                   |                     |                       |           |                                                                         |
| 255 | 23  | CDMA UKRAINE       | ТОВ «Інтертелеком»         | Ліквідовано  |                                     |                   |                     |                       |           | Об'єднаний з Інтертелеком                                               |
| 255 | 25  | NewTone            | ПрАТ «Телесистеми України» | Ліквідовано  |                                     |                   |                     |                       |           | Об'єднаний з PEOPLEnet                                                  |